# Ibón de Tebarray
El ibón de Tebarray es un ibón del Pirineo aragonés, situado en el municipio de Sallent de Gallego, (Huesca). El ibón de Tebarray se llama así porque está bajo el pico de Tebarray, de 2916 metros. Es un ibón que se encuentra a alta altitud, a 2710 metros sobre el nivel del mar. 
Está permitido bañarse, siempre y cuando se respete el ecosistema y el entorno; no se pueden tirar latas ni ningún artículo que perjudique el ibón. Se puede beber agua del ibón, al igual que bañarse, pero hay que tener cuidado, ya que la profundidad del ibón es alta, cercana a 25 metros de profundidad. 

## Formación
Tal cantidad de agua que posee (con profundidades muy superiores a los -25 metros), es debida a lo hondo que es por la acción glaciar que fue excavando el hoyo, y por el deshielo, ya que la nieve del pico Tebarray va a parar en épocas de deshielo al ibón de sus faldas.
Es un ibón localizado a mucha altitud y, como se ha dicho, profundo. La gente no suele bañarse en él, ya que las temperaturas rozan las heladas y es uno de los ibones más inaccesibles. Del ibón parten diversos caminos hacia diversos picos, el más conocido, el Tebarray, pico al que algunos llaman «el afluente del ibón», ya que toda su nieve en deshielo va a parar al mismo.
La superficie del ibón de Tebarray es de 4,3 hectáreas. 